# 堺なおこ
堺 なおこ（さかい なおこ）はフリーアナウンサー。本名は堺 菜穂子。
北海道函館市出身。北海道札幌開成高等学校、藤女子短期大学卒業。1977年に札幌テレビ放送(STV)にアナウンサーとして入社（同期に工藤準基、真島圭子、村沢普恵）。

## 出演番組

### 現在
- 堺なおこの人生100年時代の処方箋（STVラジオ、2020年4月5日-）
- ピンクリボン in Sapporo （毎年ピンクリボン月間に当たる10月木曜日、三角山放送局）

### 過去
- リクエスト大行進（1978年-1980年、牧やすまさと担当）
- ホットラインPART２－今夜もこれから－
- 堺菜穂子のアタックヤング（1981.4-1985.3、木→金→木）[1]
- 北海道 young Hit 10[1]
- 喜瀬となおこの歌謡パレード（1985年-）[1]
- ウィークエンドバラエティ 日高晤郎ショー
- 堺なおこのこりないいちご
- 奥山コーシンの日よう朝から生ワイド(アシスタント)
- なおこ・玉井の解決5000番（HTB、1994.10-1995.3）
- 竹丸・なおこのはなまる金曜日（1996-2000.9、桂竹丸と担当）
- アサヒスーパードライ まちの情熱極めつけ（金曜日 2001年4月6日-2020年3月27日）（STVラジオ）[2]
- 堺なおこの朝いちばん（STVラジオ）
- たかしとなおこの演歌大好き北海道（STVラジオ）
- おはよう!ママゾネス（三角山放送局）